# Oswald Dietz
Oswald Dietz (* 27. Mai 1823 in Wiesbaden; † 9. März 1898 in Cincinnati) war ein deutscher Freiheitskämpfer und deutsch-amerikanischer Ingenieur und Politiker.

## Leben
Oswald Dietz war Sohn des Wiesbadener Mühlenbesitzers, Stadtrats und Landesdeputierten Michael Konrad Dietz. Er studierte in Karlsruhe, München und Berlin Ingenieurwesen. 1840 wurde er Mitglied des Corps Franconia Karlsruhe. Am 24. Mai 1848 gehörte er zu den Gründern des Arbeitervereins Wiesbaden sowie zuvor der Republikanischen Gesellschaft, des Demokratischen Vereins, in deren Namen er zusammen mit Georg Böhning und Friedrich Graefe am 4. März 1848 erstmals ein Flugblatt zur Abschaffung der Monarchie und Bildung einer Republik herausgab. Zusammen mit Karl Schapper vertrat er den Arbeiterverein bei der Paulskirchenversammlung im Juni 1848 in Frankfurt. Nachdem er mehrmals verhaftet worden war, floh er aus seiner naussauischen Heimat nach Frankreich, beteiligte sich 1849 an der Badischen Revolution und floh 1850 endgültig aus Deutschland nach London, wo er als Sekretär und Archivar der von Karl Schapper und August Willich geleiteten Zentralbehörde des Bundes der Kommunisten tätig wurde.
1852 wanderte Dietz in die Vereinigten Staaten von Amerika aus, wo er zunächst in Texas und nach dem Bürgerkrieg in Chattanooga als Ingenieur tätig war. 1875 wurde er der Stadtingenieur von Chattanooga. Später lebte er bis zu seinem Tod als Ingenieur wie August Willich in Cincinnati. Er verfasste eine Schrift Some Ideas about River Engineering, die er dem Engineers’ Club of Cincinnati vorlegte. In ihr schlug er die Errichtung einer Schule für experimentellen Wasserbau vor. Politisch engagierte er sich in der Ohio Union Labor Party. Am 5. Juli 1889 wurde er in Lima (Ohio) auf deren Parteitag im Rahmen der Gouverneurswahl als Kandidat für das Amt des Commissioner of Public Works nominiert.